# 50 av. J.-C.
Cette page concerne l'année 50 av. J.-C. du calendrier julien proleptique. Les aventures d'Astérix se déroulent durant cette année .

## Événements
- 1er novembre 51 av. J.-C. (1er janvier 704 du calendrier romain) : début à Rome du consulat de  Lucius Aemilius Paullus et Caius Claudius Marcellus[1].
- 1er mars : le consul Marcellus, partisan du Sénat, met aux voix le rappel de Jules César de son mandat de proconsul des Gaules pour le 13 novembre. Des négociations s’ouvrent entre César et Pompée pour obtenir un second consulat : César, qui vient d’achever la Guerre des Gaules, ambitionne de se présenter au consulat pour l'année 49. Il trouve le soutien du tribun de la plèbe Curion qui met son veto à toute décision du Sénat dirigée contre César si Pompée ne se désiste pas également. Il envoie Marc Antoine à Rome, qui est élu augure, puis tribun de la plèbe pour l'année 49. Le Sénat et Pompée refusent toute négociation[2].

- Été : une crue du Nil particulièrement faible provoque une disette en Égypte ; Cléopâtre VII prend des mesures pour éviter la famine (50/48 av. J.-C.)[3].

- Salluste est exclu du Sénat pour immoralité (retour en 49 av. J.-C. grâce à César)[4].

## Décès
- Quintus Hortensius Hortalus, orateur latin conservateur (né en -114).
- Posidonios d’Apamée, savant grec qui lie les phénomènes de marée aux mouvements du soleil et de la lune (né v. 135 av. J.-C.).